# Autographa
Genre
Le genre Autographa regroupe des lépidoptères (papillons) nocturnes de la famille des Noctuidae.

## Espèces
- Autographa gamma - Noctuelle gamma (parfois appelée le lambda)
- Autographa ampla
- Autographa bimaculata
- Autographa bractea D. & S. - la Feuille d'or
- Autographa californica
- Autographa flagellum
- Autographa mappa
- Autographa pseudogamma
- Autographa jota
- Autographa pulchrina
- Autographa bractea
- Autographa aemula